# Rhinolophus convexus
Rhinolophus convexus (Csorba, 1997) è un Pipistrello della famiglia dei Rinolofidi endemico dell'Indocina.

## Descrizione

### Dimensioni
Pipistrello di piccole dimensioni, con la lunghezza dell'avambraccio tra 42 e 43 mm, la lunghezza della coda tra 18 e 22 mm, la lunghezza delle orecchie tra 15 e 16 mm e un peso fino a 8,2 g.

### Aspetto
Le parti dorsali bruno-rossastro brillante mentre le parti ventrali sono più chiare e con i peli più corti. Le orecchie sono piccole. La foglia nasale presenta una lancetta bassa, triangolare, con i bordi concavi e con l'estremità arrotondata, un processo connettivo elevato, stretto ed appuntito, una sella con i bordi diritti che convergono verso l'estremità inclinata in avanti. La porzione anteriore è larga ma non copre completamente il muso ed ha una foglietta supplementare dietro di essa. Il labbro inferiore ha tre solchi longitudinali. La coda è lunga ed inclusa completamente nell'ampio uropatagio. Il primo premolare superiore è situato lungo la linea alveolare. 

### Ecolocazione
Emette ultrasuoni ad alto ciclo di lavoro con impulsi a frequenza costante di 92 kHz nel Laos.

## Biologia

### Comportamento
Si rifugia probabilmente all'interno di grotte.

### Alimentazione
Si nutre di insetti.

## Distribuzione e habitat
Questa specie è conosciuta soltanto nello stato malese di Pahang e nel Laos centro-settentrionale.
Vive nelle foreste montane a circa 1.600 metri di altitudine.

## Conservazione
La IUCN Red List, considerato che ci sono poche informazioni circa il suo habitat, la popolazione e la diffusione, ancora conosciuta soltanto attraverso 4 esemplari, classifica R.convexus come specie con dati insufficienti (DD).